# Џек Свајгерт
Џон Леонард Свајгерт млађи (енгл. John Leonard Swigert Jr.), познатији као Џек Свајгерт (енгл. Jack Swigert; Денвер, 30. август 1931 — Вашингтон, 27. децембар 1982), био је амерички пилот, инжењер машинства и аерокосмичке технике, астронаут. По завршетку факултета, ступио је у Америчко ратно ваздухопловство и служио као борбени пилот током Хладног рата, касније и као цивилни тест пилот инжењер.
Изабран је за астронаута у пролеће 1966. године, и у свемир је полетео само једном, на мисији Аполо 13. Један је од 24 човека који су путовали на Месец.

## Биографија

### Рана младост, образовање и војна служба
Свајгерт је рођен у Денверу, Колорадо, 30. августа 1931. године, као син Џона старијег (1903—1973) и Вирџиније Свајгерт (1906—1993). У младости је био члан Младих извиђача САД и имао је чин Second Class Scout. Од 14. године био је заинтересован за авијацију. Са 16 је добио пилотску дозволу, а након завршене средње школе 1949. одлази на студије машинства на Универзитет Колорада. Дипломирао је 1953. године и ступио у Ратно ваздухопловство САД (1953—1956). Након завршене летачке обуке, служио је као борбени пилот у Јапану и Кореји. Убрзо након тога, прелази у ваздухопловну националну гарду, најпре савезне државе Масачусетс (1957—1960), потом и Конектикат (1960—1965). Имао је чин капетана. Паралелно служи као тест пилот инжењер за цивилне компаније (1957—1966). Магистрирао је 1965. из области аерокосмичке технике на Ренселар Политехничком Институту, а 1967. је стекао диплому мастера пословне администрације на Универзитету Хартфорд. Добитник је неколико почасних доктората.
Током каријере је забележио преко 7.200 часова лета на разним типовима авиона, од тога више од 5.725 на млазњацима. У свемиру је провео непуних шест дана.

### Астронаут
Пре него што је изабран за астронаута 1966. године, Свајгерт је имао две неуспешне апликације — 1962. и 1963. године. Након селекције, био је један од свега неколицине астронаута који су изричито захтевали да се обучавају за пилотирање командним модулом. Најпре је био члан помоћне посаде мисије Аполо 7. Свајгерт је изабран за резервног пилота командног модула на мисији Аполо 13, али након што је откривено да примарни избор Кен Матингли није прележао мале богиње којим га је изложио колега Чарли Дјук, Свајгерт је добио место у првој посади. Лет на Аполу 13 је био његов једини у свемиру, и мада је требало да обавља исту функцију на мисији Аполо-Сојуз Тест Пројекат, учешће у једном инциденту га је коштало лета и у августу 1977. године је дефинитивно напустио НАСА-у и отиснуо се у пословне и политичке воде. Носилац је Председничке медаље слободе, највишег америчког цивилног одликовања, као и разних других друштвених признања и одликовања, а такође је члан неколико кућа славних. Бројне почасти су му указане постхумно.

### Приватни живот и смрт
Џек Свајгерт је преминуо 27. децембра 1982. године са 51 годином живота од последица отказивања респираторних органа услед малигног тумора. Умро је у Вашингтону. Важио је за јединог нежењу међу астронаутима, никада се није женио и није имао деце, а у тренутку смрти био је тек изабрани конгресмен. Сахрањен је уз војне почасти на Маунт Оливет гробљу.

## У популарној култури
Глумац Кевин Бејкон је глумио Свајгертов лик у филму Аполо 13, базираном на књизи Изгубљени Месец коју је написао Џим Лавел.

## Галерија
- Џек Свајгерт (лево) и колега Вилијам Поуг, 1969. године
- Џек Свајгерт (први здесна) са Кеном Матинглијем (други здесна), Џимом Лавелом и Диком Слејтоном (први слева), уочи лета Аполо 13, 1970. године
- Џек Свајгерт током последњих припрема пред лет Апола 13, 1970. године
- Џек Свајгерт током кризне ситуације на Аполу 13, 1970. године
- Џек Свајгерт током мисије Аполо 13, 1970. године
- Џек Свајгерт (трећи здесна) са посадом Апола 13 након лета, 1970. године